# Ottorino Assolari
Dom Ottorino Assolari, C.S.F. (Scanzorosciate, 30 de janeiro de 1946) é um religioso italiano, membro da Congregação da Sagrada Família, e bispo católico residente no Brasil.

## Biografia
Foi ordenado sacerdote no dia 8 de setembro de 1973 e estabeleceu-se no Brasil em 1990 a serviço de sua congregação para ser mestre de noviços no estado do Paraná. Em 2005 o papa Bento XVI nomeou-o o primeiro bispo diocesano de Serrinha, no estado da Bahia. Foi sagrado bispo no dia 25 de novembro do mesmo ano em Campo Mourão e tomou posse no dia 18 de dezembro.